# Los Ángeles, Pueblo Nuevo
Los Ángeles är en ort i Mexiko.   Den ligger i kommunen Pueblo Nuevo och delstaten Durango, i den centrala delen av landet, 800 km nordväst om huvudstaden Mexico City. Los Ángeles ligger 1 247 meter över havet och antalet invånare är 207.
Terrängen runt Los Ángeles är huvudsakligen kuperad, men österut är den bergig. Runt Los Ángeles är det glesbefolkat, med 14 invånare per kvadratkilometer. Närmaste större samhälle är Santa María, 16,0 km väster om Los Ángeles. I omgivningarna runt Los Ángeles växer huvudsakligen savannskog.